# 山本晶 (経営学者)
山本 晶（やまもと ひかる、1973年 - ）は、日本の経営学者。慶應義塾大学商学部教授。専門はマーケティング。

## 略歴
東京都出身。11歳から15歳までをアメリカ・ニューヨークで過ごす。1992年慶應義塾女子高等学校卒業。1996年慶應義塾大学法学部政治学科卒業。外資系広告代理店に2年間勤務した後、2001年東京大学大学院経済学研究科修士課程修了。2004年同博士課程単位取得満期退学。2008、博士（経済学）の学位を取得。2004年東京大学大学院経済学研究科助手、2005年成蹊大学経済学部専任講師、2008年成蹊大学准教授、2014年慶應義塾大学大学院経営管理研究科准教授、2023年慶應義塾大学商学部教授。専門はマーケティングで、主にデジタル環境下における消費者行動の研究に従事。エムティーアイ社外取締役、ポーラ・オルビスホールディングス社外取締役。日本マーケティング学会（常任理事）、日本マーケティング・サイエンス学会、日本消費者行動研究学会、日本商業学会（幹事）、INFORMS、ACR、の各会員。

## 著書
『コア・テキストマーケティング (ライブラリ経営学コア・テキスト)』（新世社、2012年）
『キーパーソン・マーケティング: なぜ、あの人のクチコミは影響力があるのか』（東洋経済新報社、2014年）